# Microthele sanheensis
Espèce
Synonymes
- Macrothele sanheensis Tang, Zhao & Yang, 2020

Microthele sanheensis est une espèce d'araignées mygalomorphes de la famille des Macrothelidae.

## Distribution
Cette espèce est endémique du Yunnan en Chine,. Elle se rencontre dans le xian de Weishan.

## Description
Le mâle holotype mesure 15,40 mm et la femelle paratype 20,98 mm.

## Systématique et taxinomie
Cette espèce a été décrite sous le protonyme Macrothele sanheensis par Tang, Zhao et Yang en 2020. Elle est placée dans le genre Microthele par Shao, Zhou et Lin en 2025.

## Étymologie
Son nom d'espèce, composé de sanhe et du suffixe latin -ensis, « qui vit dans, qui habite », lui a été donné en référence au lieu de sa découverte, Sanhe.

## Publication originale
- Tang, Zhao & Yang, 2020 : « Three new species of the funnel-web spider genus Macrothele from the Southwest China (Mygalomorphae: Macrothelidae). » Zootaxa, no 4822(1), p. 127-137.